# Branimir Jelić
Branimir „Branko“ Jelić (* 28. Februar 1905 in Donji Dolac, Königreich Dalmatien; † 31. Mai 1972 in West-Berlin) war ein jugoslawischer Mediziner und Politiker.

## Leben und Tätigkeit

### Frühe Jahre
Jelić wuchs in Dalmatien auf. Nach dem Schulbesuch studierte er Medizin an der Universität Zagreb. Politisch begann er sich in der Kroatischen Partei der Rechte (Hrvatska Stranka Prava, HSP) zu engagieren.
Im Sommer 1927 wurde Jelić Vorsitzender der Studentenorganisation der HSP. In dieser Eigenschaft übernahm er 1928 die Führung bei der Gründung der militanten Jugendorganisation der HSP, der Kroatischen Heimatverteidiger (Hrvatski Domobran). Außerdem wurde er Chefredakteur der Verbandszeitschrift der Organisation. Ziel der „Heimatverteidiger“ war die Schaffung eines Großkroatischen Staates.
Aufgrund der politischen Entwicklung in Jugoslawien zum Ende der 1920er Jahre (Errichtung der Königsdiktatur von Alexander I) ging Jelić Anfang 1929 nach Österreich. Dort schloss er seine medizinische Ausbildung mit dem Doktorat ab. Parallel zu seinen Studien setzte er seine politische Tätigkeit fort, indem er sich von Österreich aus für die nationale Unabhängigkeit Kroatiens einsetzte. In dieser Eigenschaft gehörte er zu den engsten Mitarbeitern von Ante Pavelić.

### 1930er Jahre und Zweiter Weltkrieg
Anfang der 1930er Jahre ging Jelic nach Südamerika, um in den dortigen kroatischen Emigrantenkreisen für die Sache der staatlichen Unabhängigkeit Kroatiens zu werben. Zu diesem Zweck arbeitete er auch an einer nationalistischen Emigrantenzeitung Nezavisna Hrvatska Država mit.
Nachdem die von ihm begründet Hrvatski Domobran sich zur Keimzelle der Ustaša-Bewegung, die die Abspaltung Kroatiens vom jugoslawischen Staat mit gewaltsamen Mitteln anstrebte, entwickelte, begann Jelić in exilkroatischen Kreisen in Südamerika, den Vereinigten Staaten und Europa Mitglieder für diese zu werben. Während der 1930er Jahre unternahm er eine rege Reisetätigkeit in drei Kontinenten, die dem Zweck diente, das Netzwerk der Ustasa-Organisation auszubauen: Er hielt sich nachweislich in Österreich (Mitte 1932), Berlin (Juli 1932 bis Frühling 1934), den Vereinigten Staaten (bis Herbst 1934), Italien (bis April 1936), Deutschland (bis Anfang 1939) und den Vereinigten Staaten (bis September 1939) un auf. Anfang der 1970er Jahre behauptete Jelic dem Nachrichten-Magazin Der Spiegel gegenüber, das er der „eigentliche Gründer“ der Ustasa-Bewegung gewesen sei. Seine ergänzende Behauptung, dass er sich von dieser 1934 wegen ihrer zu engen Anlehnung an die Regierung von Benito Mussolini getrennt habe, erscheint angesichts seiner Aktivitäten während der zweiten Hälfte der 1930er Jahre jedoch fragwürdig.
Zweit Exilantenzeitschriften, die Jelic während seiner Berliner Zeit herausgab, wurden schließlich von der Geheimen Staatspolizei verboten. Während seiner Aufenthalte in Deutschland soll er Kontakte zum Außenpolitischen Amt der NSDAP, zur Abwehr der Reichswehr, zur Gestapo und zum Sicherheitsdienst der SS unterhalten haben, die sich vor allem auf informatorischen Austausch erstreckten.
1964 behauptete Jelic während einer Pressekonferenz in Bonn sogar, dass er zusammen mit dem Ustasa-Führer Pavelic das Attentat von Marseilles, bei dem im Jahr 1934 der serbische König Alexander und der französische Außenminister getötet wurden, organisiert hätte.
Von den Sicherheitsbehörden des nationalsozialistischen Deutschlands wurde Jelić aufgrund seiner Aktivitäten als eine wichtige Zielperson eingestuft: Anfang 1940 setzte das Reichssicherheitshauptamt in Berlin ihn auf die Sonderfahndungsliste G.B., ein Verzeichnis von Personen, die im Falle einer erfolgreichen Invasion der britischen Inseln durch die deutsche Wehrmacht von den Invasionstruppen folgenden Sonderkommandos der SS mit besonderer Priorität ausfindig gemacht und in Gewahrsam genommen werden sollten.
Jelić war derweil bereits im Herbst 1939 während der Rückkehr von einer Reise in die Vereinigten Staaten, während eines Zwischenaufenthaltes in Gibraltar, von der britischen Marine festgenommen worden. Durch den Schritt der Sistierung eines offiziellen Staatsfeindes des Königreiches Jugoslawien wollte die britische Regierung der jugoslawischen Regierung, um die sie als Verbündeten in dem gerade begangenen Zweiten Weltkrieg warb, ihr Wohlwollen signalisieren.
Da die Ustasa-Bewegung mit dem nationalsozialistischen Deutschland zusammenarbeitete, wurde Jelić anschließend von 1940 bis Ende 1945 in einem Internierungslager auf der Isle of Man festgehalten.

### Nachkriegszeit
Nach dem Zweiten Weltkrieg lebte Jelić zunächst in London, wo er bald wieder zu einer Zentralfigur der nationalistischen kroatischen Exilantenkreise in Westeuropa wurde, deren Aktivitäten und Sammlung er organisierte.
Im Mai 1949 siedelte Jelić nach West-Berlin über. Dort lebte er anschließend mehr als 20 Jahre lang, bis zu seinem Tod 1972. Seinen Lebensunterhalt verdiente er zu dieser Zeit als praktischer Arzt mit einer Praxis in der Uhlandstraße.
Während seines Exils im Nachkriegsdeutschland gründete Jelić das Kroatische Nationalkomitee (Hrvatski narodni odbor), dessen Vorsitzender er auch wurde. Er stand damit an der Spitze von damals etwa 15.000 Exilkroaten in Deutschland. Zugleich wurde er Vorsitzender europäischen Exilunion der Kroaten, die 25 Landesverbände umfasste. In diesen Eigenschaften setzte er sich publizistisch und organisatorisch weiterhin für die Unabhängigkeit seines Geburtslandes ein.
Nachdem er in Deutschland eingebürgert wurde engagierte Jelic sich auch in rechtsgerichteten politischen Organisationen der frühen Bundesrepublik: Seit 1953 war er Mitglied der CDU. 1969 wurde er außerdem stellvertretender Vorsitzender der Zentrale des „Freunschaftskreises der CSU Deutschlands“ in Berlin. Dieser Verband erklärte öffentlich, die politischen Vorstellungen der CSU und speziell ihres Vorsitzenden Franz Josef Strauß unterstützen zu wollen. Jelic formulierte die Ausrichtung der Organisation damit, dass er CDU-Mann sei, Strauß ihm aber „mehr aus der Seele“ sprechen würde. Nachdrücklich befürwortete er dabei die außenpolitische Einstellung von Strauß und bekannte sich dazu, den Aufstieg Strauß’ – den er als Mann kennzeichnete, auf den jedes Volk stolz sein könnte – zum Bundeskanzler fördern zu wollen. Der Freundschaftskreis wurde später vom Verfassungsschutz als rechtsradikal eingestuft und die CSU distanzierte sich offiziell von ihm, unterhielt aber nachweislich unter der Hand engere Beziehungen zu ihm.
1957 und Anfang der 1970er Jahre überlebte Jelić (am 10. September 1970 und am 5. Mai 1971) drei Attentate auf sein Leben: Beide Male wurden auf der Straße vor seiner Berliner Wohnung bzw. vor seiner Praxis Sprengsätze platziert: Den ersten Anschlag überlebte er, da der Sprengsatz nicht vollständig explodierte, so dass er nur leicht verletzt wurde. Beim zweiten Anschlag trug er schwere Verletzungen an den Beinen und der linken Schulter davon, in deren Folge er lange Zeit im Krankenhaus behandelt werden musste. Sein Krankenzimmer wurde in der Folge ständig von mehreren Polizisten bewacht.
Sein Tod am 31. Mai 1972  war das Resultat eines vierten Attentates.

## Schriften
- Ein Überblick der geschichtlichen Entwicklung Kroatiens bis zum heutigen Tage, Kroatisches Nationalkomitee, Berlin 1963.